# Шопоту-Ноу (комуна)
Шопоту-Ноу (рум. Șopotu Nou) — комуна у повіті Караш-Северін в Румунії. До складу комуни входять такі села (дані про населення за 2002 рік):
- Валя-Рекітей (106 осіб)
- Валя-Рошіє (77 осіб)
- Дріштіє (22 особи)
- Кирша-Рошіє (79 осіб)
- Поєніле-Бойней (61 особа)
- Равенска (165 осіб)
- Рекіта (167 осіб)
- Стенчилова (402 особи)
- Урку (43 особи)
- Шопоту-Ноу (334 особи)

Комуна розташована на відстані 337 км на захід від Бухареста, 53 км на південь від Решиці, 115 км на південний схід від Тімішоари.

## Населення
За даними перепису населення 2002 року у комуні проживали 1456 осіб.
Національний склад населення комуни:
| Національність | Кількість осіб | Відсоток |
| -------------- | -------------- | -------- |
| румуни         | 1285           | 88,3%    |
| чехи           | 159            | 10,9%    |
| цигани         | 12             | 0,8%     |

Рідною мовою назвали:
| Мова      | Кількість осіб | Відсоток |
| --------- | -------------- | -------- |
| румунська | 1296           | 89,0%    |
| чеська    | 159            | 10,9%    |
| російська | 1              | 0,1%     |

Склад населення комуни за віросповіданням:
| Релігія            | Кількість осіб | Відсоток |
| ------------------ | -------------- | -------- |
| православні        | 1264           | 86,8%    |
| римо-католики      | 159            | 10,9%    |
| баптисти           | 23             | 1,6%     |
| п'ятдесятники      | 7              | 0,5%     |
| не вказали релігію | 3              | 0,2%     |